# Relaciones Chile-Dominica
Las relaciones Chile-Dominica son las relaciones internacionales entre la República de Chile y la Mancomunidad de Dominica. Ambos países americanos pertenecen a la Comunidad de Estados Latinoamericanos y Caribeños y la Organización de los Estados Americanos. Asimismo, las relaciones entre ambos países se enmarcan en aquella que tiene Chile con los países de la Comunidad del Caribe (Caricom), de la cual Dominica forma parte.

## Historia
En abril de 2012, en el marco de la Cumbre de las Américas, celebrado en Cartagena de Indias, el presidente chileno Sebastián Piñera se reunió con el primer ministro de Dominica, Roosevelt Skerrit. Como resultado de esta reunión, la Agencia de Cooperación Internacional de Chile envió una misión técnica a Dominica para efectuar un diagnóstico del sector pesquero en el país. Dos años después, el 24 de junio de 2014, ambos países suscribieron un acuerdo para la exención de visas para titulares de pasaportes diplomáticos y oficiales.

## Relaciones comerciales
En materia económica, el intercambio comercial entre ambos países ascendió a los 0,42 millones de dólares estadounidenses en 2022, representando un crecimiento del 1,6% durante los últimos cinco años. Los principales productos exportados por Chile a Dominica fueron alimentos infantiles homogeneizados y madera de coníferas, mientras que Dominica mayoritariamente exporta al país sudamericano cervezas sin alcohol y prendas de vestir.

## Misiones diplomáticas
- La embajada de Chile en Jamaica concurre con representación diplomática a Dominica.
- Dominica no cuenta con representación diplomática o consular en Chile.